# Städtischer zoologischer Garten Quinzinho de Barros

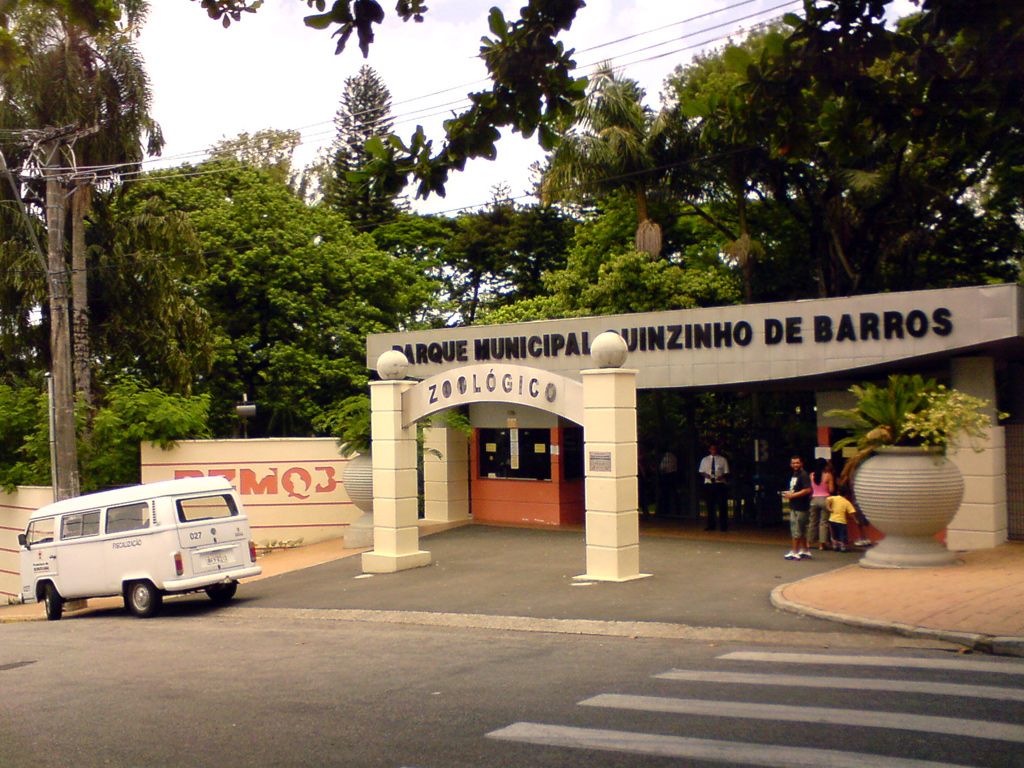
Eingang des Zoos

Der Städtische zoologische Park Quinzinho de Barros (port. Parque Zoológico Municipal Quinzinho de Barros – der Zoo der Stadt Sorocaba) befindet sich in der Stadt Sorocaba, São Paulo, Brasilien.
Er liegt im Bezirk Villa Hortência, im Süden der Stadt, und dehnt sich auf einer Fläche von ungefähr 130.000 m² aus. Er wird in Bezug auf seine Artenvielfalt als Brasiliens zweitgrößter Zoo angesehen und umfasst einen Streifen atlantischen Übergangswaldes im sekundären Stadium, einen See, sowie das historische Museum von Sorocaba. Gemäß dem 1992 von der Zoologischen Gesellschaft Brasiliens (Sociedade de Zoológicos do Brasil) ausgeführten Inventar umfasste der Zoo zum damaligen Zeitpunkt 1.487 Exemplare von 353 verschiedenen Säugetier-, Vogel- und Reptilienarten. 70 % davon gehörten der brasilianischen Fauna an; 36 Arten waren bedroht.

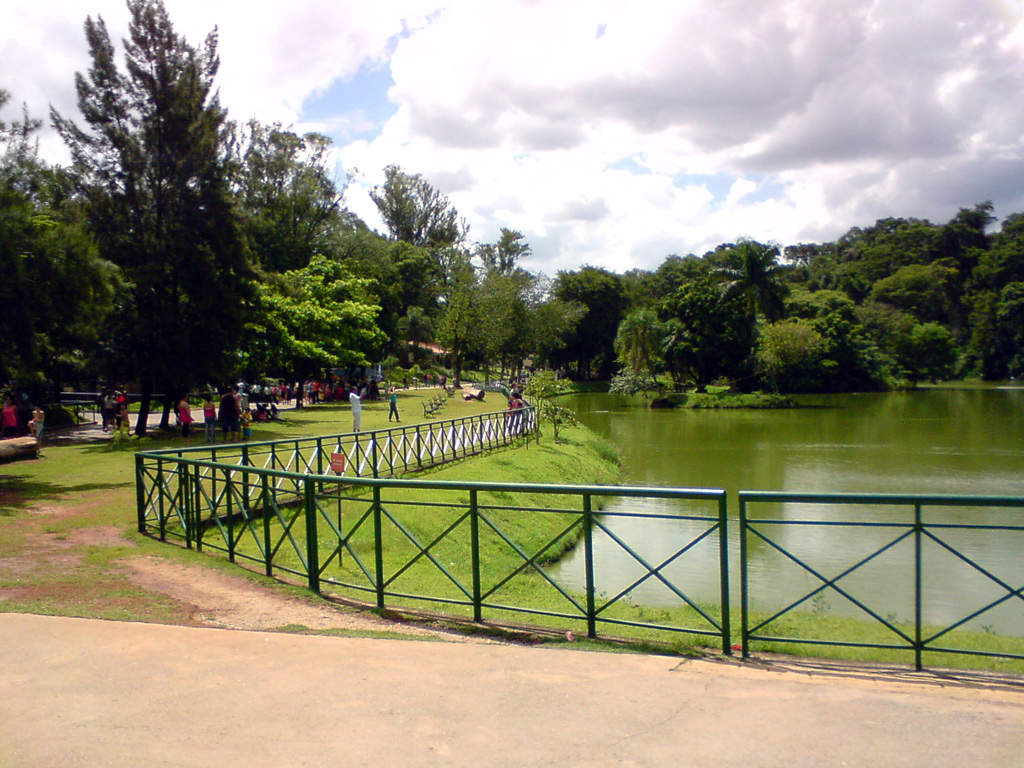
See mit Inseln

Das IBAMA (Brasilianisches Institut für Umwelt und erneuerbare natürliche Ressourcen) ordnet den Zoo in die „A-Kategorie“ ein, die höchste Klassifizierung, was ihn in Lateinamerika zu einer Referenz für Freizeitgestaltung, Forschung, Artenerhaltung und Umwelterziehung macht. Der Zoo zählte 2007 über eine Million Besucher, einschließlich Schüler aus 81 verschiedenen Städten aus dem Staat São Paulo.
Die zurzeit ausgeführten Projekte werden von verschiedenen nationalen und internationalen Organisationen unterstützt, wie z. B. von der Smithsonian Institution, vom World Wide Fund for Nature, vom United States Fish and Wildlife Service.

## Geschichte
Schon zur Zeit ihrer Gründung in 1654 besaß die Stadt Sorocaba bereits mehrere große Plätze, die „Largos“. Man benutzte sie, um Theaterstücke auf improvisierten Bühnen aufzuführen, für Volksfeste oder sogar als Zwischenhalte für die Mauleseltruppen zur Zeit des „Tropeirismo“. Mit der Zeit wurden diese „Largos“ zu den heutigen Plätzen und Parks der Stadt.

### DerJardim dos Bichos(Tiergarten)
Der Largo do Jardim (Gartenplatz) wurde am 1. Januar 1899 eingeweiht und kurz danach auf Praça Frei Baraúna umbenannt. Hier wurde der Jardim dos Bichos (Tiergarten) am 15. Januar 1916 installiert, wo er bis 1930 blieb. Er umfasste verschiedene Arten der brasilianischen Fauna wie Panther, Affen, Hirsche, Faultiere, kleine Krokodile, Schlangen und Vögel, vor allem Aras.
1965 entschloss sich die Gemeinde von Sorocaba ein größeres Gelände am Ufer des Flusses Sorocaba zu nutzen und baute dort einen öffentlichen Park. Einige Nachbarn schlugen vor, ihn mit Tieren zu bereichern, um den Park interessanter zu gestalten und so wurden anfangs einige Vogelarten, zwei Affen, dann weitere Vogelarten und schließlich ein Aquarium eingerichtet. Es entstand der zweite Tiergarten, der 1966 unter dem Namen Jardim da Margem (Ufergarten) eingeweiht wurde.

### Einweihung desQuinzinho de Barros
Der Parque Zoológico Municipal Quinzinho de Barros wurde am 20. Oktober 1968 in Anwesenheit von über 2.000 Personen eingeweiht. Für seine Errichtung erwarb die Stadt von Sorocaba das Landgut Quinzinho de Barros der Familie Prestes de Barros durch freiwillige Enteignung und übersiedelte dann die Tiere des Jardim da Margem an diesen neuen Standort.

### Aufnahme der Bildungsaktivitäten

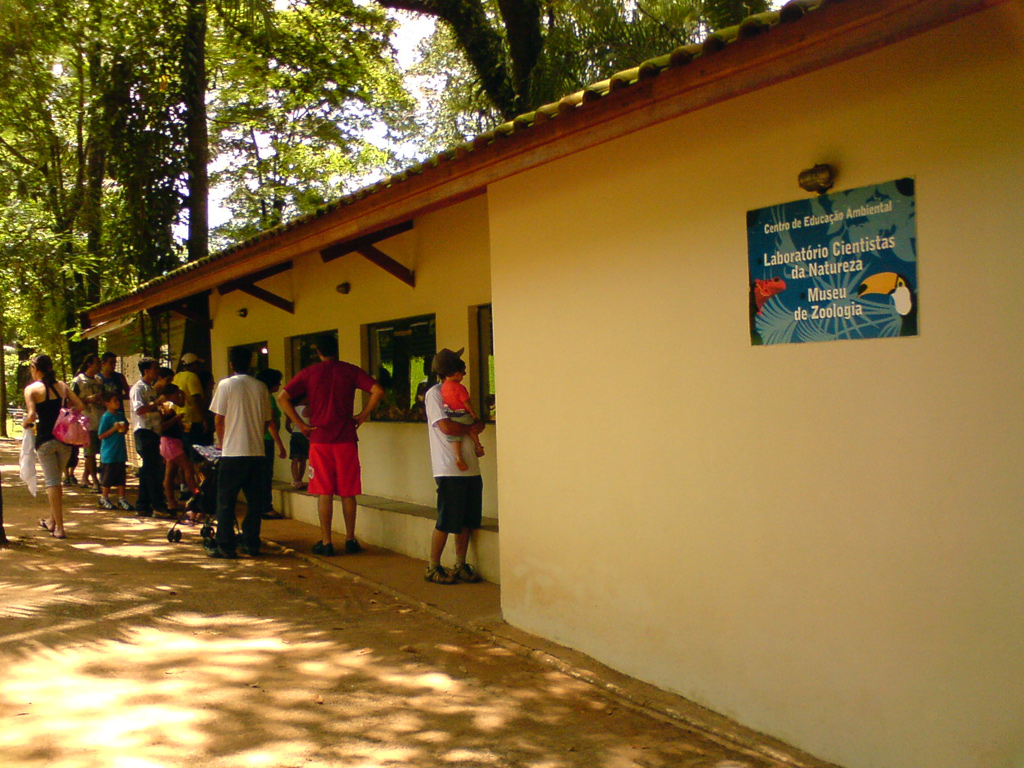
Naturforscherlaboratorium

Quinzinho, wie er von der lokalen Bevölkerung genannt wird, nahm seine Bildungsaktivitäten 1979 auf, dank der Initiative des städtischen Sekretärs für Erziehung und Kultur und des Zoodirektors. Der Park verwandelte sich somit von einem bloßen Schaufenster für Tiere in ein lehrreiches Klassenzimmer.
1988 wurde das Zentrum für Umwelterziehung geschaffen. Er umfasst eine auf Umwelt und Natur ausgerichtete Bibliothek, die sowohl technische Bücher als auch Kinderbücher enthält. Dem Zentrum angegliedert sind außerdem ein Zoologiemuseum, ein Amphitheater für Konferenzen, sowie Wohnungen für Praktikanten, die aus anderen Städten kommen, um an Kursen teilzunehmen. Um die Umweltforschung zu popularisieren, wurde nachträglich auch das Laboratório Cientistas da Natureza (Naturforscherlaboratorium) eingerichtet.

### Der Zoo heute

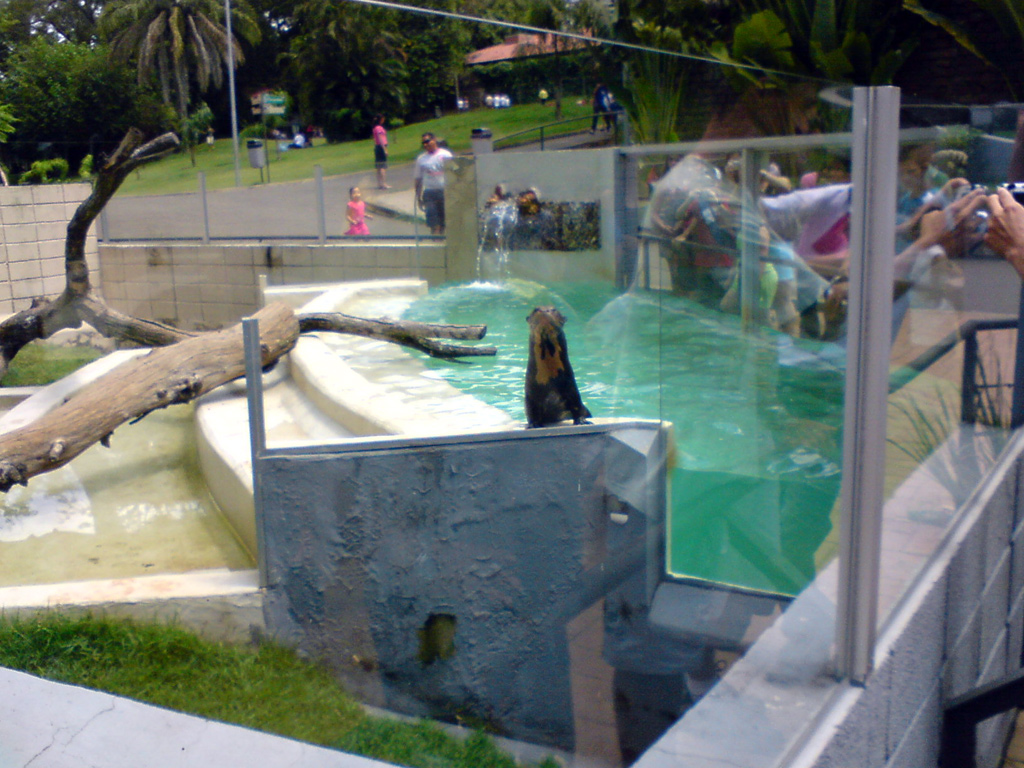
Gehege des südamerikanischen Riesenotters

Der Zoo wurde im Jahre 2004 revitalisiert und den modernsten Tierhaltungsmethoden entsprechend ausgerüstet. So findet man nun Affengräben, Volieren, die von den Besuchern betreten werden können und in denen sie von den Vögeln umflogen werden, sowie große Glaswände, die es ihnen erlauben, Bären, den südamerikanischen Riesenotter und andere Tiere aus der Nähe zu beobachten.
Außer den Kursen, die den Biologen und Tierärzten aus ganz Brasilien angeboten werden, ist der Zoo auch ein Trainingszentrum für die Soldaten, Unteroffiziere und Beamten der Waldpolizei des Staates São Paulos.